# Джурджешть (Хунедоара)
Джурджешть, Джурджешті (рум. Giurgești) — село у повіті Хунедоара в Румунії. Входить до складу комуни Булзештій-де-Сус.
Село розташоване на відстані 334 км на північний захід від Бухареста, 50 км на північ від Деви, 82 км на південний захід від Клуж-Напоки, 132 км на північний схід від Тімішоари.

## Населення
За даними перепису населення 2002 року у селі проживали 50 осіб, усі — румуни. Усі жителі села рідною мовою назвали румунську.